# Агва де Маскара (Елоксочитлан де Флорес Магон)
Агва де Маскара (шп. Agua de Máscara) насеље је у Мексику у савезној држави Оахака у општини Елоксочитлан де Флорес Магон. Насеље се налази на надморској висини од 1402 м.

## Становништво
Према подацима из 2010. године у насељу је живело 7 становника.

### Хронологија
| Година       | 2000        | 2005       | 2010 |
| ------------ | ----------- | ---------- | ---- |
| Становништво | 19 (9 / 10) | 11 (4 / 7) | 7    |

### Попис
| # | Индикатор                     | Вредност |
| - | ----------------------------- | -------- |
| 1 | Укупно домаћинстава           | 3        |
| 2 | Укупно насељених домаћинстава | 2        |
| 3 | Величина локације             | 1        |